# Technomyrmex semiruber
Technomyrmex semiruber é uma espécie de formiga do gênero Technomyrmex.